# Национальный орден (Чад)
Национальный орден Чада — высшая государственная награда Республики Чад.

## История
Национальный орден Чада был учреждён 12 апреля 1960 года на основании декрета за № 71 и предназначен для поощрения граждан за долгую и безупречную службу. Орден может вручаться иностранным гражданам за заслуги перед Республикой Чад.

## Степени
Национальный орден Чада имеет пять классов и орденскую цепь:
- Орденская цепь зарезервирована за Президентом Республики.
- Кавалер Большого креста – знак ордена на чрезплечной ленте и звезда на левой стороне груди.
- Гранд-офицер – знак ордена на нагрудной ленте с розеткой и звезда на правой стороне груди.
- Командор – знак ордена на шейной ленте.
- Офицер – знак ордена на нагрудной ленте с розеткой.
- Кавалер – знак ордена на нагрудной ленте.

| Ленты                   |              |          |        |         |
| Кавалер Большого креста | Гранд-офицер | Командор | Офицер | Кавалер |

## Описание
Знак ордена – мальтийский крест красной эмали наложенный на золотой венок, состоящий из двух пальмовых ветвей. В центре креста круглый медальон синей эмали с золотой каймой. В медальоне золотая шестиконечная звезда. На кайме выдавлена надпись: вверху – «REPUBLIQUE DU’TCHAD», внизу – «ORDRE NATIONAL». Знак при помощи переходного звена в виде шествующего в анфас слона крепится к орденской ленте.
Реверс знака матированный с центральным медальоном. В медальоне два перекрещенных государственных знамени в цветных эмалях. На золотой кайме выдавлена надпись: «UNITE • TRAVAIL • PROGRES».
Звезда ордена восьмиконечная, состоящая из множества двугранных заострённых лучиков, расположенных пирамидально. На звезду наложен знак ордена.
Орденская лента шёлковая муаровая лимонно-жёлтого цвета с двумя светло-зелёными полосками, отстающими от края.